# Ratusz w Szczytnie
Ratusz w Szczytnie – zabytkowy ratusz w Szczytnie.

## Historia
Żelbetowy obiekt został zbudowany na planie czworoboku w latach 1936–1937 według projektu królewieckiego architekta Kurta Fricka. Budynek wzniesiono częściowo na ruinach dawnego zamku. Wewnątrz ulokowano dziedziniec, a na południowo-wschodnim narożniku 46-metrowej wysokości wieżę nawiązującą do architektury obronnej, co było wymogiem władz miasta, które chciały podkreślić łączność między historią miejsca, a nowoczesnością.
W 1991 ratusz został wpisany do rejestru zabytków.
Przy wjeździe na dziedziniec stoi popiersie Henryka Sienkiewicza autorstwa Jacka Pugeta (pisarz odwiedził miasto w 1908 mieszkając wówczas w domu redaktora Kazimierza Jaroszyka).

## Siedziby
Współcześnie pełni funkcję siedziby władz miejskich oraz (w przyziemiach i na parterze wschodniego oraz południowego skrzydła) Muzeum Mazurskiego w Szczytnie.

## Galeria

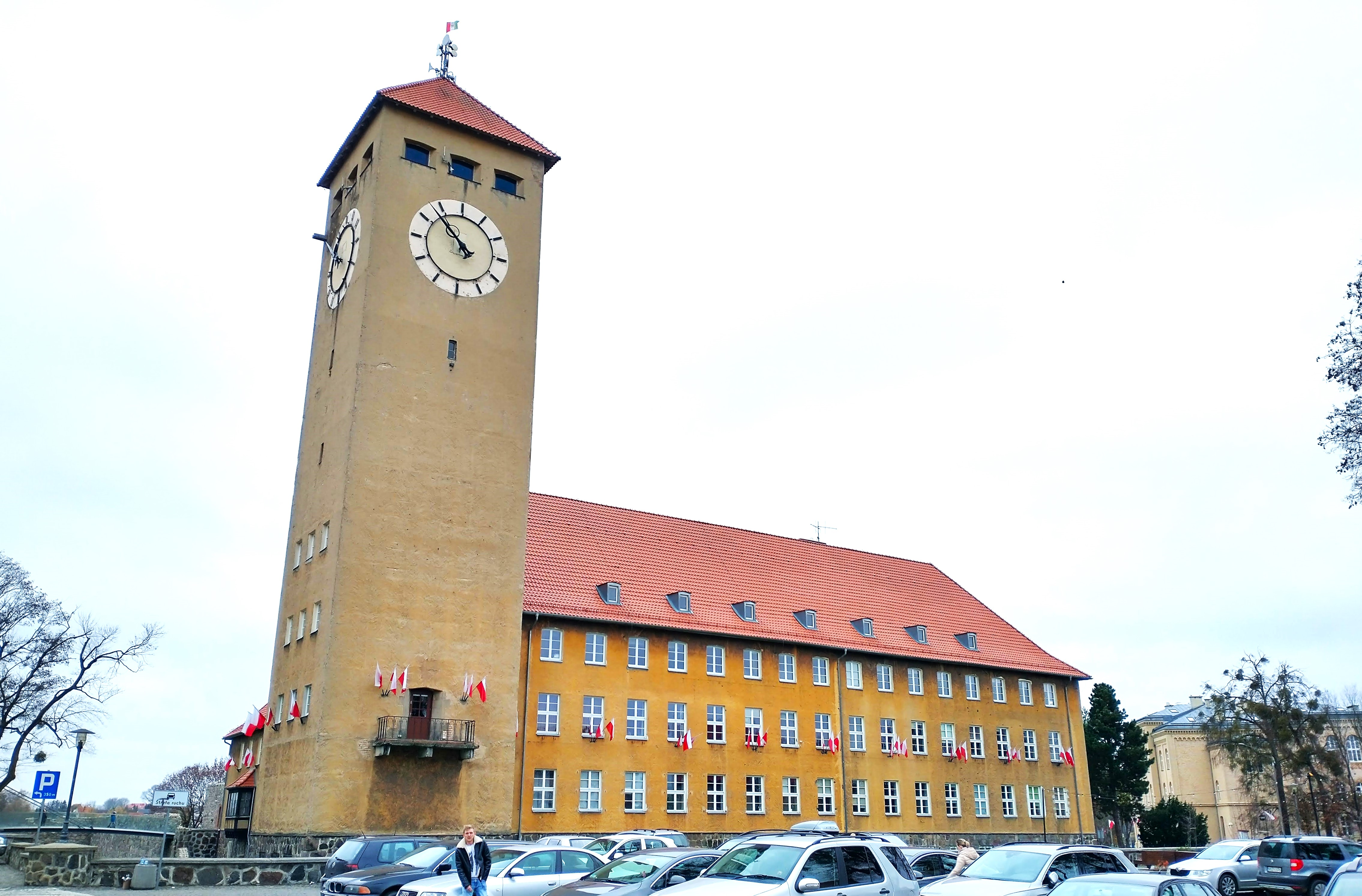
Widok ogólny z wieżą
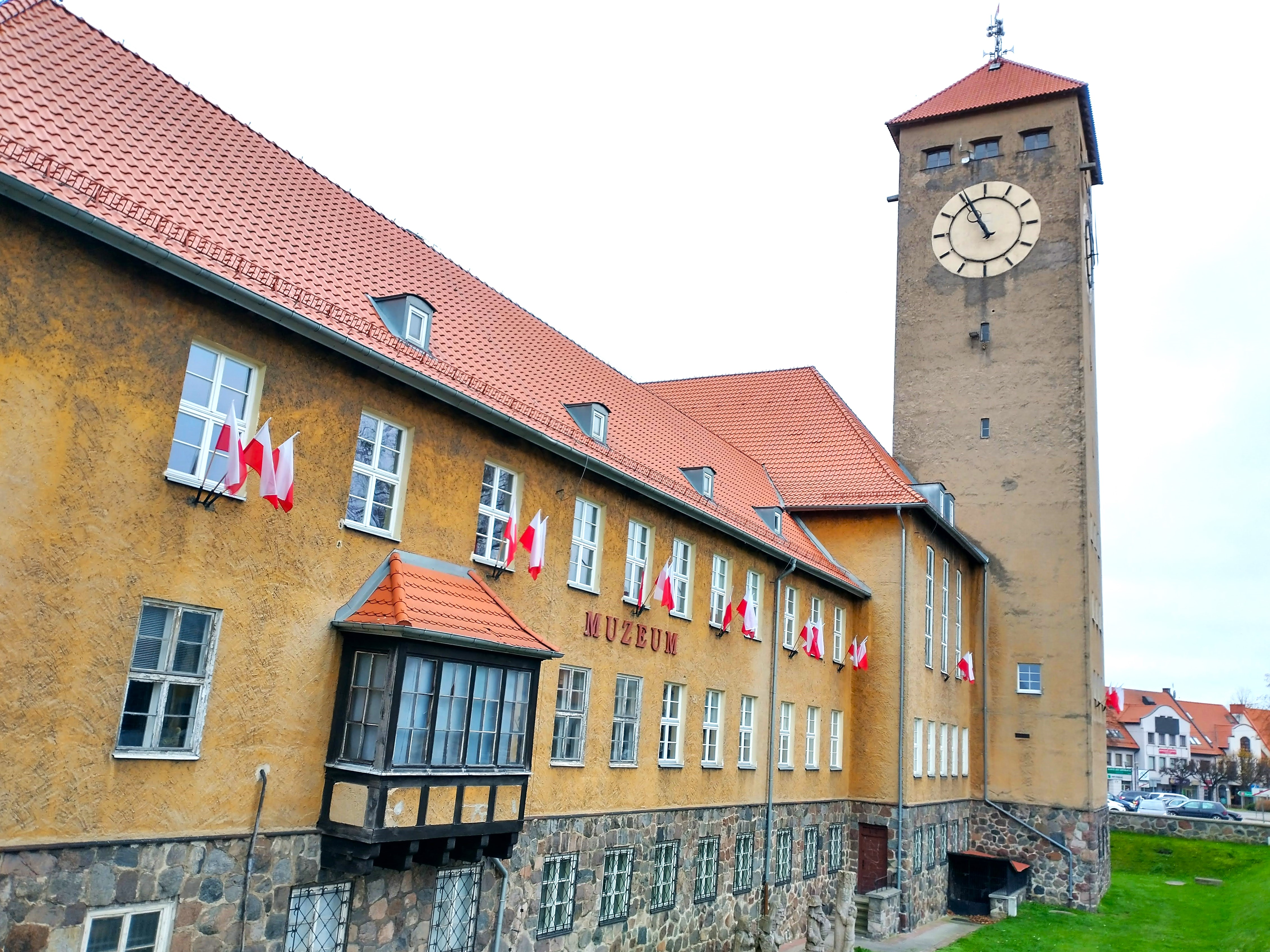
Muzeum
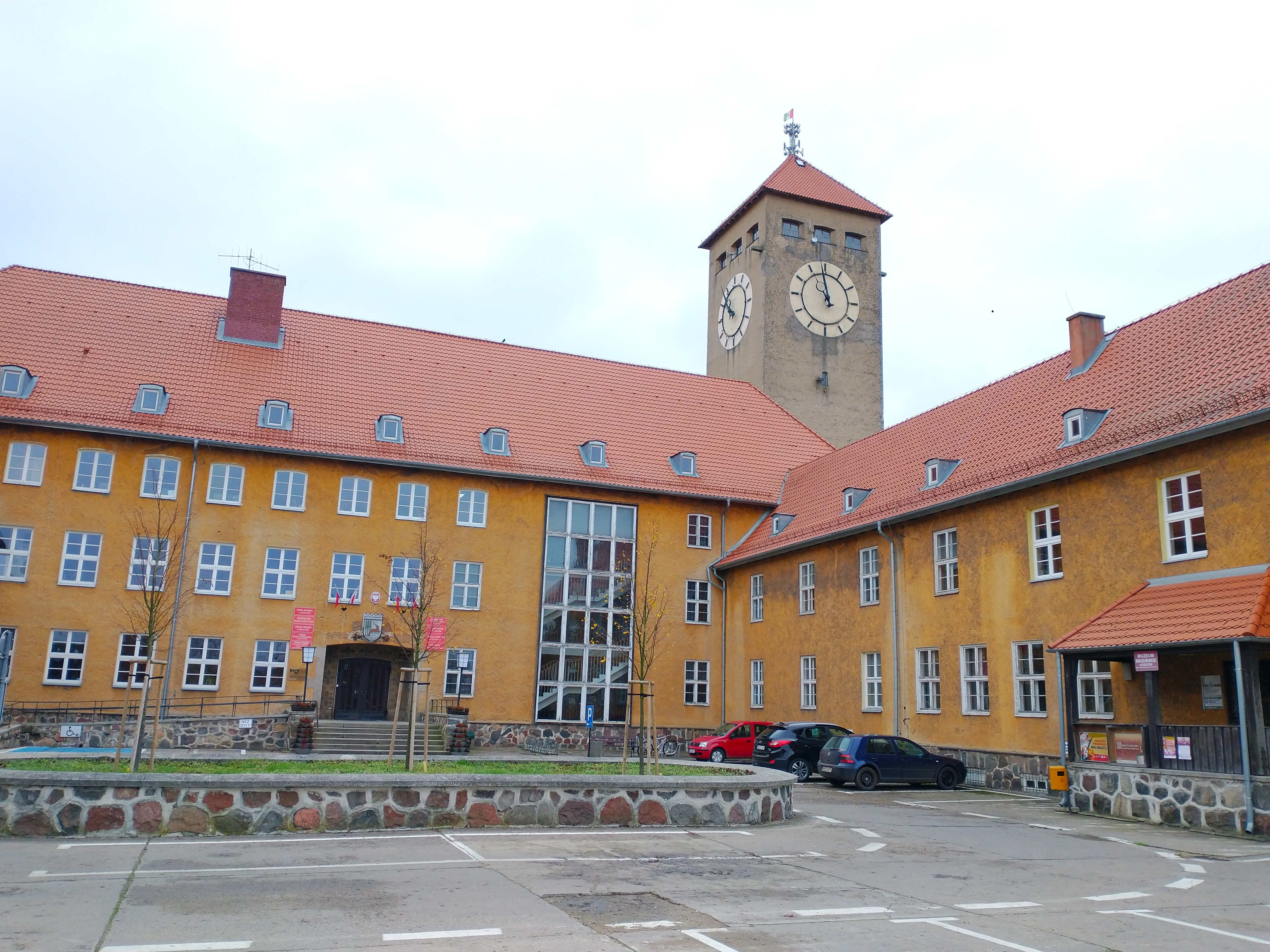
Dziedziniec